# Saurichthys
Saurichthys é um gênero de peixes fósseis da família Saurichthyidae. Ocorreu no período Triássico (Inferior e Médio) na Austrália, Canadá, Estados Unidos, Rússia, China, Paquistão, Índia, Arábia Saudita, Israel, Turquia, Madagascar, África do Sul, Espanha, França, Bélgica, Luxemburgo, Alemanha, Áustria, Suíça, Itália, Hungria, Eslovênia, Polônia, Dinamarca (Groenlândia), Noruega (Svalbard e Jan Mayen), e Reino Unido.
Espécies reconhecidas:
- Saurichthys aculeatus Henry, 1876
- Saurichthys acuminatus Agassiz, 1844
- Saurichthys apicalis Agassiz, 1834

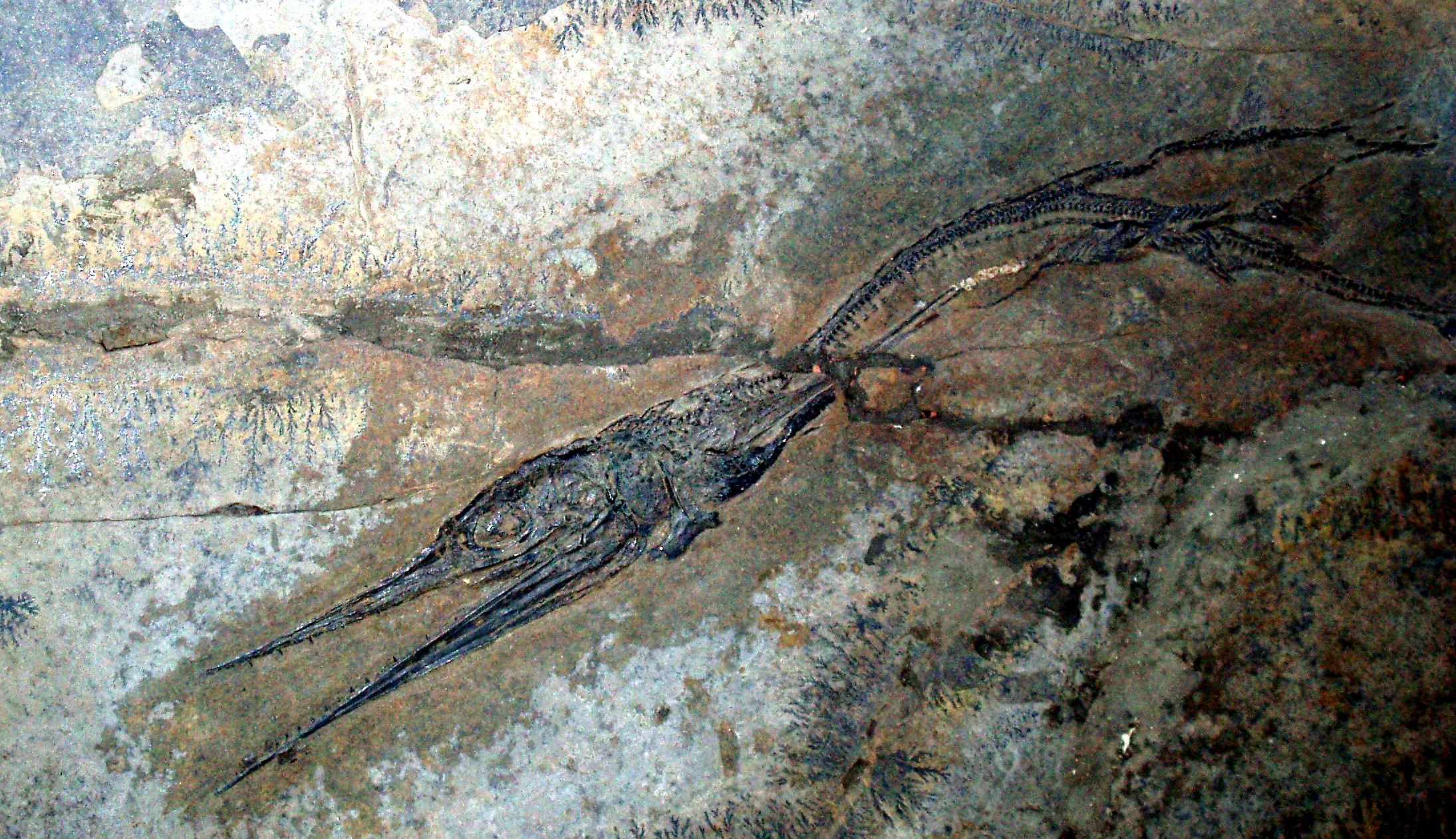
Saurichthys sp.

- Saurichthys breviabdominalis Maxwell, Romano, Wu & Furrer, 2015 [formação Besano, Triássico Médio, Suíça][2]
- Saurichthys calcaratus Griffith, 1977
- Saurichthys costasquamosus Rieppel, 1985
- Saurichthys costatus Münster, 1839
- Saurichthys curionii Bellotti, 1857
- Saurichthys dayi Raymond, 1925
- Saurichthys daubreei Firtion, 1934
- Saurichthys dawaziensis Wu, Sun, Hao, Jiang, Xu, Sun & Tintori, 2009 [formação Gejiu, Triássico Médio, China][3]
- Saurichthys elongatus Stensiö, 1925
- Saurichthys gigas Woodward, 1972
- Saurichthys grignae Tintori, 2013 [formação Buchenstein, Triássico Médio, Itália][4]
- Saurichthys hamiltoni Stensiö, 1925
- Saurichthys indicus de Koninck, 1863
- Saurichthys krambergeri Schlosser, 1918
- Saurichthys longidens Agassiz, 1844
- Saurichthys macrocephalus Deecke, 1889
- Saurichthys madagascariensis Piveteau, 1945
- Saurichthys majiashanensis Tintori, Huang, Jiang, Sun, Motani & Chen, 2014 [formação Nanlinghu, Triássico Inferior, China][5]
- Saurichthys obrutchevi Minikh, 1981
- Saurichthys orientalis Sytchevskaya, 1999
- Saurichthys ornatus Stensiö, 1925
- Saurichthys paucitrichus Rieppel, 1992
- Saurichthys piveteaui Beltan, 1968
- Saurichthys proximus Minikh, 1981
- Saurichthys rieppeli Maxwell, Romano, Wu & Furrer, 2015 [formação Besano, Triássico Médio, Suíça][2]
- Saurichthys semicostatus Münster, 1839
- Saurichthys stensioi Lehman, 1952
- Saurichthys striatulus Henry, 1876
- Saurichthys subulatus Henry, 1876
- Saurichthys tenuirostris Münster, 1839
- Saurichthys toxolepis Mutter, Cartanyà & Basaraba, 2008 [formação Sulphur Mountain, Triássico Inferior, Canadá][6]
- Saurichthys yangjuanensis Wu, Sun, Hao, Jiang & Sun, 2015 [formação Guanling, Triássico Médio, China][7]
- Saurichthys wimani Woodward, 1912